# Tuvinská autonomní sovětská socialistická republika
Tuvinská autonomní sovětská socialistická republika (rusky: Тувинская автономная советская социалистическая республика, tuvinsky: Тыва Автономнуг Совет Социалистиг Республика/Tyva Avtonomnug Sovet Socialistig Respublika) byla autonomní republika Ruské sovětské federativní socialistické republiky v rámci Sovětského svazu existující v letech 1961 až 1991. Hlavním městem byl Kyzyl.

## Historie
Do roku 1912 bylo území Tuvy pod kontrolou Číny. Toho roku území obsadilo carské Rusko a vytvořilo zde svůj protektorát Urjanchajský kraj. Během občanské války v Rusku kraj střídavě kontrolovala Kolčakova bílá vojska a Rudá armáda. Roku 1921 místní komunisté s podporou sovětského Ruska vyhlásili nezávislou Tuvinskou aratskou republiku. Ta existovala do roku 1944, kdy se stala na vlastní žádost součástí Sovětského svazu. Byla začleněna do Ruské sovětské federativní socialistické republiky a získala status autonomní oblasti. 10. října 1961 byla autonomní oblast přeměněna na Tuvinskou autonomní sovětskou socialistickou republiku, která existovala do roku 1991, kdy byla reorganizována na Tuvinskou republiku v rámci Ruské federace.

## Obyvatelstvo
Podle sčítání lidu z roku 1970 žilo na území Tuvinské ASSR 240 tisíc obyvatel, z nichž 58 % se hlásilo k tuvinské a 40 % k ruské národnosti. Roku 1989 zde žilo přibližně 320 tisíc obyvatel, 64 % Tuvinců a 32 % Rusů.